# Grand Prix Lwowa

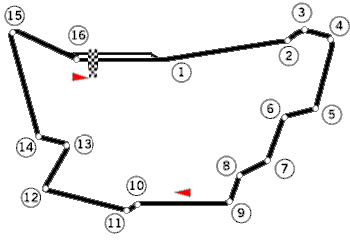
Trasa III Międzynarodowych Okrężnych Wyścigów Automobilowych

Grand Prix Lwowa – jedyny wyścig w Polsce nazywany Grand Prix, organizowany we Lwowie w latach 1930–1933.

## Historia
Pierwszy wyścig został zorganizowany w 1930 roku przez Małopolski Klub Automobilowy.
Trasa składała się z ostrych zakrętów i wąskich uliczek pokrytych asfaltem oraz niezwykle śliską kostką bazaltową i przecinanych miejscami torami tramwajowymi, które smarowano specjalnie kalafonią.
Na torze ulicznym o długości 3,045 kilometra kierowcy pokonywali 100 okrążeń.

## Zwycięzcy Grand Prix Lwowa
| Rok  | Data       | Kierowca          | Samochód                 | Wyniki |
| ---- | ---------- | ----------------- | ------------------------ | ------ |
| 1930 | 8 września | Henryk Liefeldt   | Austro Daimler ADR       | Wyniki |
| 1931 | 7 czerwca  | Hans Stuck        | Mercedes Benz SSK        | Wyniki |
| 1932 | 19 czerwca | Rudolf Caracciola | Alfa Romeo 8C 2300 Monza | Wyniki |
| 1933 | 11 czerwca | Eugen Bjørnstad   | Alfa Romeo 8C 2300 Monza | Wyniki |